# Irving Davis
Irving Cyril Davis (Stourport, 12 dicembre 1896 – Roslyn, 27 giugno 1958) è stato un calciatore statunitense, di ruolo difensore.

## Carriera

### Club
Ha sempre giocato nel campionato statunitense.

### Nazionale
Ha partecipato alle Olimpiadi del 1924.